# Brunndöbra (Fluss)
Die Brunndöbra ist ein Fluss in der sächsischen bzw. vogtländischen Kleinstadt Klingenthal. Sie speist sich hauptsächlich aus den Wassern des Oberlaufs der Brunndöbra im sogenannten Linkischen Grund und der Steindöbra.
Die Steindöbra mündet in Höhe des Brunndöbraer Königsplatzes (ehemals Karl-Marx-Platz, davor Wettinplatz) in die Brunndöbra.
Die Brunndöbra mündet schließlich in die Zwota bzw. vereint sich mit dieser zum deutsch-tschechischen Grenzfluss Zwodau bzw. Zwotau.
Ein Großteil des Flusslaufs verläuft parallel zur ehemaligen Klingenthaler Schmalspurbahn.

## Zuflüsse

### Natürliche Zuflüsse
- 4. Bächel (r)
- Höllgrundbach (l)
- 3. Bächel (r)
- Tannenbach (l)
- Goldbach (l)
- Zechenbach (Braunbächel) (l)
- Steindöbra (l)

### Künstliche Zuflüsse

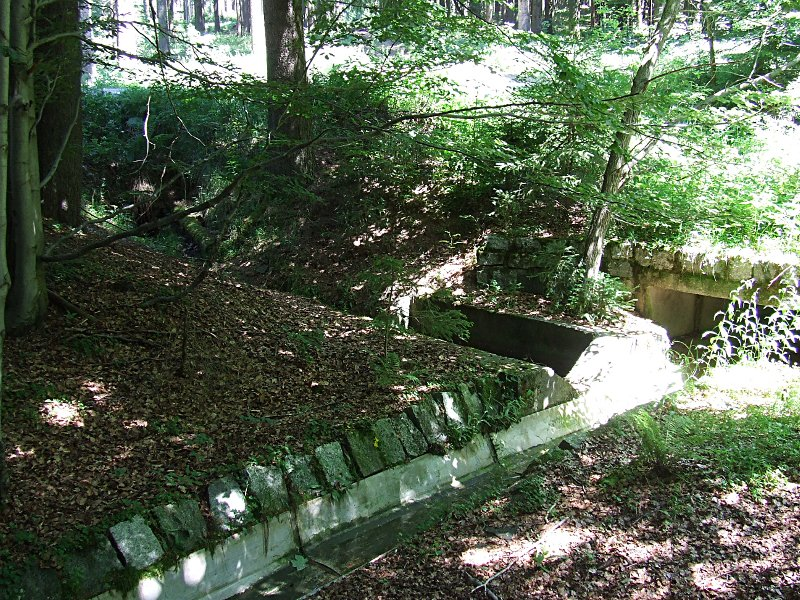
Überlaufbauwerk des Höllgrundbachs am Floßgraben

Über den Höllgrundbach fließen der Brunndöbra aus der Rampe Brunndöbra und dem Wasserlösungsstolln Brunndöbra der ehemaligen Schwerspat- und Uranerzgrube zum Teil Wässer aus dem Einzugsgebiet der Zwickauer Mulde zu. Der natürliche Wasserhaushalt ist im Oberlauf der Brunndöbra auf ihren linksseitigen Zuflüssen vom Goldbach über die Wasserscheide hinaus bis kurz vor Hammerbrücke durch den ehemaligen Bergbau gestört.

## Abflüsse
Ein Teil der Wässer wird über den Floßgraben an den Saubach, und damit über die Wasserscheide im Quellbereich, an die Zwickauer Mulde abgeführt:
- am Steinbach (Zufluss der Steindöbra) kontinuierlich
- am Tannenbach bei Hochwasser (Schneeschmelze)
- am Schwarzbach (Zufluss des Höllgrundbachs) bei Hochwasser (Schneeschmelze)
- am Höllgrundbach bei Hochwasser (Schneeschmelze)